# Bodom
Bodom (fiń. Bodominjärvi, szw. Bodom Träsk) – fińskie jezioro położone niedaleko miasta Espoo. Jego szerokość wynosi 1,2 km, zaś długość 3,2 km. Jezioro jest bardzo popularnym miejscem dzięki walorom turystycznym i przyrodniczym. W pobliżu znajduje się dwór Bodom (fiń. Bodomin kartano) oraz popularne pole golfowe Master Golf.

## Morderstwo nad jeziorem Bodom
4 czerwca 1960 czwórka nastolatków (dwóch chłopców: Nils Gustafsson, Seppo Bojsman oraz dwie dziewczyny: Irmeli Björklund i Tuulikki Mäki) postanowiła przenocować w namiotach na plaży jeziora. W trakcie snu nieznany sprawca zaatakował ich nożem. Jedynym, który przeżył był Gustafsson, choć odniósł poważne rany. Największe w historii Finlandii morderstwo zostało nagłośnione przez media i zszokowało opinię publiczną, lecz do tej pory nie zostało wyjaśnione. W 2004 Nils Gustafsson został aresztowany w związku z podejrzeniami, iż to on zamordował swoich przyjaciół. Według policji zdobyto bowiem nowe dowody za pomocą nowoczesnych technik śledczych. W 2005 sąd uniewinnił Gustafssona.
To wydarzenie zainspirowało metalowy zespół Inearthed do zmiany nazwy na Children of Bodom.